# 德南戰役
德南戰役（法語：Bataille de Denain）發生於1712年7月24日，是西班牙王位繼承戰爭後期的戰役。維拉爾公爵在此役中指揮法軍切斷聯軍補給線，迫使聯軍停止進攻法軍要塞，然後乘勝追擊奪下數座重要要塞。
1712年，欧根亲王指揮的聯軍開始經法國東北部朝巴黎推進，於7月4日攻佔勒凱努瓦，然後圍攻朗德勒西。法軍統帥維拉爾公爵做出反制措施，選定德南作為突破點，在一場短暫的攻堅戰中攻下聯軍陣地。之後，士氣高漲的法軍又收復了多座重要要塞，法國取得戰略主動權直到戰爭結束。

## 背景
1700年11月1日，西班牙國王卡洛斯二世駕崩，法王路易十四之孫安茹公爵腓力根據遺屬繼承西班牙王位。腓力被廣泛承認為合法國王，但哈布斯堡王朝統治的奧地利否認其合法性，法奧兩國接下來在北意大利交戰，西班牙王位繼承戰爭爆發。1701年9月7日，對西屬尼德蘭歸屬感到不滿的大不列顛王國與荷蘭共和國加入對法戰爭，與奧地利組建「大同盟」，其他國家也陸續加入。1702年5月15日下午1點，「大同盟」向法國與西班牙宣戰，英荷兩國正式與法國進入戰爭狀態。戰爭初期，法軍控制著西屬尼德蘭、取得北意大利戰場的優勢地位，更在德意志地區進展順利，威嚇哈布斯堡君主國帝都維也納。
然而法軍在1704年的布倫海姆之戰損失慘重，對維也納的進攻計劃破產，聯軍在局部戰局佔據優勢。雙方在下一年相互對峙，直到聯軍在拉米伊之战再次取勝，從法軍手中奪取西屬尼德蘭。慌亂的法軍高層調派原義大利戰場司令旺多姆公爵至低地，但隨著前者的離去，法軍在接下來的都靈圍城戰慘敗，被迫放棄整個北義大利。法軍此時剩下維拉爾公爵的萊茵軍團處於未遭到打擊的狀態，其在萊茵河流域努力支撐局面，並向崩潰的低地戰場提供增援。1707年，西班牙戰場的法軍贏下關鍵的阿爾曼薩戰役，確保波旁王朝繼續控制大部分西班牙地區；萊茵戰場的維拉爾也率軍突破「斯托爾霍芬防線」，讓士瓦本與弗蘭肯暴露在法軍兵鋒之下，聯軍無力阻擋法軍推進，後者肆意橫掃過德意志南部，在嚴重破壞與掠奪當地後無損地撤回法國。
1708年，聯軍又一次在低地戰場取得大勝，法國因嚴寒爆發糧食危機與稅賦問題，法王路易十四被迫向聯軍試探媾和條件，但大同盟的條件過於苛刻，法國別無選擇只能再戰，雙方又在低地戰場展開作戰。1709年9月11日，法軍與聯軍在馬爾普拉凱戰役交手，法軍最終撤出戰場，但聯軍的損失為前者的兩倍。即使聯軍達成戰略目標，但這場會戰和下一年的高昂傷亡，以及聯軍在西班牙戰場失利，讓英國與法國開啟和平談判，英籍聯軍統帥馬爾博羅公爵也被罷黜，只剩下欧根亲王指揮的聯軍在低地繼續積極作戰。

## 前奏

### 1712年雙方備戰
聯軍低地軍司令欧根亲王於1711年底在因斯布鲁克向皇帝約瑟夫一世提交整體作戰計劃，前者認為唯有在低地與西班牙戰場取勝才能結束戰爭，應將重心放在前兩個戰場，在萊茵與義大利戰場保持守勢，並將義大利戰場的部分部隊調派至低地戰場。然而隨著英國政府減少金援，聯軍的進攻戰場僅剩下低地地區，歐根親王預定趁法國東北部防線瀕臨崩潰，集中兵力繼續向法國的最後一道防線挺進。至於詳細的作戰目標，歐根親王起初考量到法軍正面是沼澤密布、重兵把守的桑塞河，左翼是重鎮阿拉斯，右翼是斯海爾德河與康布雷，唯有奪取上述兩座要塞中的一座，對法作戰才有成功的可能。後來當聯軍執行計劃時，歐根親王發現該計劃並不可行，決定改為從斯海爾德河與桑布爾河之間進攻，推進至斯海爾德河的源頭，迫使法軍撤退後佔領勒凱努瓦、朗德勒西兩處，然後向巴黎挺進。
法軍低地軍司令維拉爾公爵則起初因與英國的外交談判，受令在低地保持守勢，不做任何重大行動以避免破壞談判結果。然而隨著英國退出戰爭的決定逐漸明朗，法國開始採用更主動的作戰計劃。

### 反法聯軍進攻

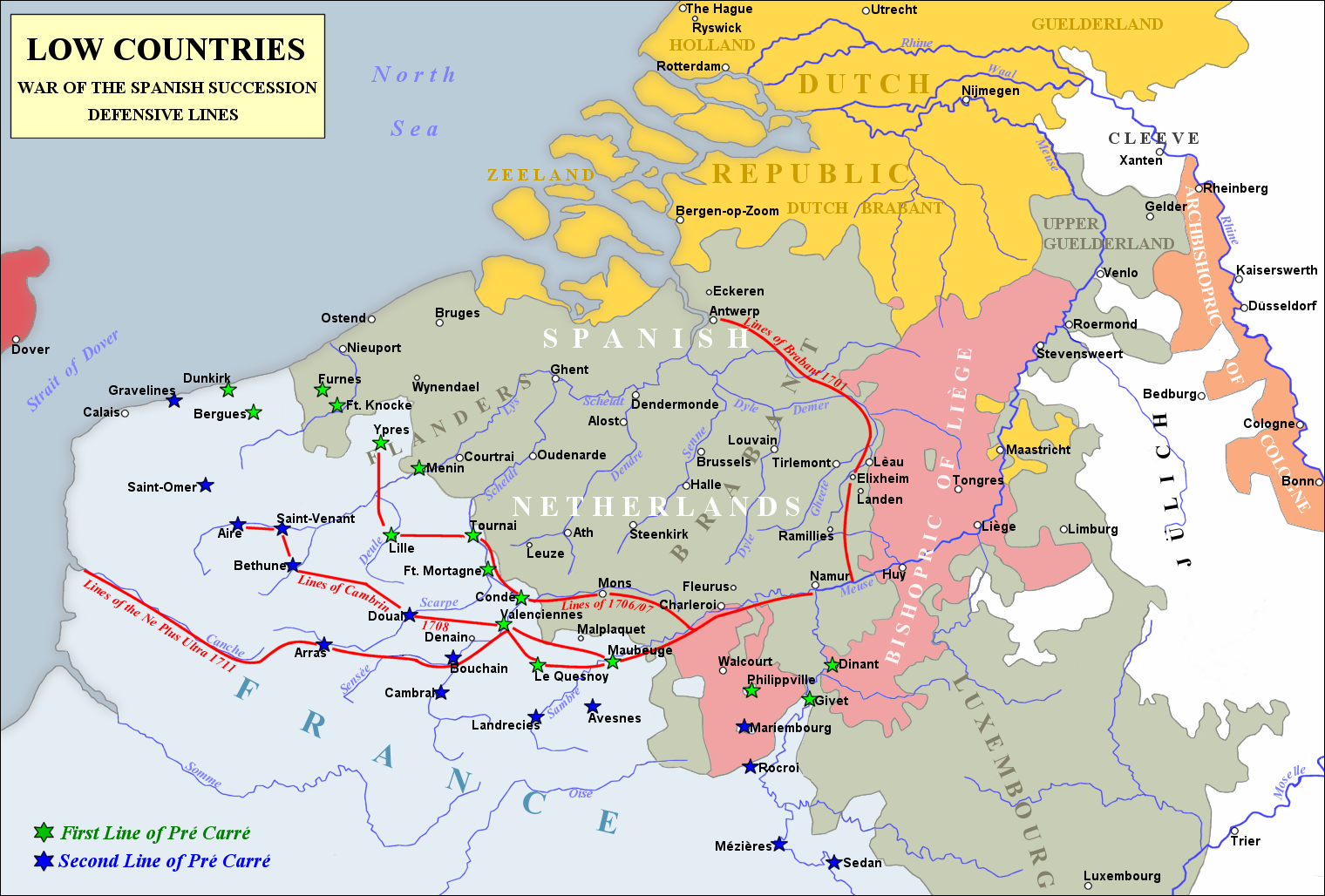
法國低地防線示意圖

主要戰事開啟前，雙方部隊在各自的司令尚未抵達時發生多次小型衝突，間接導致上文所述的聯軍計劃更改。4月21日，法軍元帥維拉爾公爵抵達康布雷，與代理司令孟德斯鳩元帥達成一致，確立阻止敵軍接近阿拉斯與康布雷的作戰目標。此時聯軍部署在奧爾希、布尚、杜埃之間的三角形區域，但由於剩餘部隊尚未抵達，直到5月18日該部才集結完畢。
5月26日上午4點，聯軍拔營經布尚渡過斯海尔德河，欧根亲王的部隊駐紮在阿斯普爾，組成軍團的右翼；奧蒙德公爵的部隊駐紮在索萊姆，組成軍團的左翼；而阿爾比馬爾伯爵的支隊前往德南，保衛主力部隊與馬爾謝訥之間的補給線。5月29日，歐根、奧蒙德與荷蘭代表召開作戰會議，商討要直接進入康布雷平原與法軍野戰，還是圍攻勒凱努瓦與朗德勒西。然而與會的奧蒙德卻在會議中宣布，英格蘭政府命令他「在收到進一步的命令前，避免參與圍城戰或野戰」，且上述決定已經告知敵軍統帥維拉爾公爵。欧根亲王對英國的決定極為震驚，甚至因為一些小道消息懷疑奧蒙德會在野戰中背刺盟友。但經過奧蒙德的解釋後，聯軍內部的躁動平息，歐根更向皇帝約瑟夫一世保證己方仍擁有明顯優勢。後來當歐根親王開始剝離奧蒙德公爵部隊中的非英格蘭部隊時，奧蒙德又突然同意加入戰局，在6月6日的作戰會議中承諾幫助圍攻勒凱努瓦。
6月7日聯軍轉移陣地，歐根親王統帥的右翼部隊留在阿斯普爾，但奧蒙德公爵的左翼部隊轉移至勒卡托康布雷西。同日上午6點，奧蒙德經訥維伊與索萊姆之間渡過塞勒河，向勒凱努瓦推進。數日過後，維拉爾公爵向奧蒙德表達不滿，認為其介入圍攻的做法違反法英之間的協議，但奧蒙德向前者表示圍城部隊中無任何英格蘭支隊。然而英國女王安妮在6月22日同意休戰條件，奧蒙德向盟友宣布退出戰爭。不過由於奧蒙德部隊中的非英格蘭部隊拒絕退出戰爭，法國拒絕媾和。7月4日，聯軍攻下勒凱努瓦。7月10日，歐根在作戰會議中決定進攻朗德勒西，他派遣德绍親王指揮30個步兵營與40個騎兵中隊封鎖朗德勒西，將主力部隊部署在桑布尔河與斯海尔德河之間，掩護圍城作戰。除此之外，他為了保衛马尔谢讷到朗德勒西的補給線，在马尔谢讷至德南間的平原建立16公里的雙重壕溝線，並在德南部署駐軍13,000人。7月16日，經過法英雙方的再次談判，奧蒙德率領其麾下20個步兵營與5個騎兵中隊撤往根特與布魯日，不過由於其部隊的主力並非英軍，聯軍整體實力並未下降太多，仍對法軍擁有人數優勢。7月17日，聯軍開始圍攻朗德勒西。

### 法軍戰略機動
法軍統帥維拉爾公爵在7月17日知悉聯軍開始圍攻朗德勒西，開始在斯海爾德河後方集結。7月18日，維拉爾與各部將召開作戰會議，商討解圍朗德勒西的作戰計劃，最終決定跨過斯海爾德河向塞勒河的源頭推進，然後向桑布爾河畔卡蒂永移動。7月19日，法軍向塞勒河推進，但聯軍迅速將其右翼部隊移動至左翼，掩護朗德勒西的攻城部隊。7月22日，法軍開始沿桑布尔河右岸一線部署，正對著朗德勒西的聯軍攻城部隊。當天夜晚，維拉爾親自渡過桑布尔河前去偵查聯軍部署，發現聯軍部署完備，法軍無法在桑布尔河兩岸與聯軍作戰，決定進攻德南切斷聯軍的補給線，迫使後者停止圍攻朗德勒西。維拉爾隨後下令：「所有可說服敵軍我們將進攻敵軍保護圍攻環線的措施，都該被施行；所有可迷惑敵軍、甚至我軍的詭計，都該被使用。」命令下達後，許多龍騎兵開始沿河行軍，試圖使敵軍相信法軍主力仍在原位置，而工兵開始建築無用的橋樑。7月23日夜晚，法軍軍團朝德南行進30公里，其先遣部隊在隔天上午8點抵達德南要塞前的斯海爾德河。

## 戰鬥

### 德南之戰

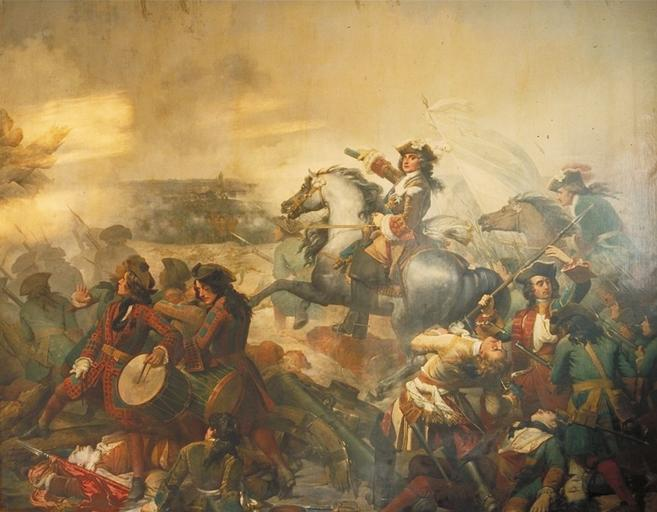
維拉爾公爵指揮法軍衝鋒

7月24日上午，維厄蓬將軍率領的法軍前鋒抵達訥維爾，開始建築渡過斯海尔德河的橋樑。不久後，第二波部隊與主力部隊也抵達河岸，開始向德南推進。上午8點，阿爾比馬爾伯爵得知法軍抵達，指揮騎兵部隊進攻，但此時部分法軍已渡過河流。欧根亲王此時也得知法軍的進展，趕忙率領援軍於上午10點抵達德南，調整部署並將駐軍數量增加至17個營，然後回去指揮正向此進軍的主力部隊。中午時分，尚未完成渡河的法軍決定抓準時機，將部隊排成縱隊進攻，由80個擲彈兵排擔任先鋒，並被禁止使用火槍，只能使用刀劍，以在攀登突破作戰中擁有更高的機動性。儘管聯軍集結起6門火砲對法軍進攻，仍在短暫的阻遏後逐漸失守，最終在法軍於下午1點的攻勢中潰敗。下午1點30分，法軍進入聯軍壕溝，聯軍無力抵抗繼續後撤，向後方的河流逃難，許多士兵在渡橋斷裂後溺亡。之後，歐根親王率領增援部隊抵達，但放棄了對法軍的攻擊，只嘗試收攏逃亡的潰兵。戰鬥結束後，聯軍主力與馬爾謝訥之間的補給線被切斷，其重要成員荷蘭共和國喪失信心不再支持戰爭。

### 法軍推進
7月25日，維拉爾公爵展開下一步的作戰，派遣支隊前去佔領斯卡爾普河一線的阿農、聖阿芒萊索、坦聖阿芒、莫爾塔涅等市鎮，然後開始封鎖聯軍的補給基地马尔谢讷。7月30日上午，法軍砲火打破马尔谢讷的城牆，駐軍司令被迫投降，法軍俘獲超過7,000名士兵與100門火砲。法軍此時在實力上已經優於聯軍，維拉爾開始更為主動地發動進攻，在8月1日開始向杜埃推進，迫使歐根親王放棄圍攻朗德勒西。8月26日夜晚，法軍佔領杜埃附近的斯卡爾普要塞。9月6日，維拉爾得知先前撤退至图尔奈的聯軍試圖阻止他對勒凯努瓦的進攻，隨即下令大部分部隊渡過斯卡爾普河向勒凯努瓦推進，趕在聯軍抵達前包圍該要塞。9月8日，杜埃守軍在為期20天的圍攻後投降，1,900名官兵與1,200名傷病員被法軍俘虜。之後，法軍開始圍攻有116門大口徑重砲的勒凯努瓦要塞，在圍城期間摧毀三分之二的敵軍火砲，最終在10月3日迫使其投降。10月19日，法軍攻下布尚。至此法軍已解除聯軍對朗德勒西的圍困、佔領四座重要要塞，在60天內收復過去兩年丟失的領土。

## 後果
德南之戰被視作法軍決定性的勝利。路易十四在7月27日寫給維拉爾的信中稱：「部隊奮勇當先，使我知曉我們民族的全部價值。」法軍在德南的突破與之後的解放作戰，扭轉了戰爭局勢，收復「專屬領域」要塞群防線，結束低地戰局。佛罗里达大学歷史教授克勞德·斯特吉爾認為1712年是法軍在西班牙王位繼承戰爭中最成功的一年，法軍的劣勢局面因為德南之戰徹底改變。軍事歷史學者西奧多·道奇認為維拉爾「快速而大膽的進攻」是德南之戰勝利的關鍵，並提到：「維拉爾在戰役中的表現贏得無數讚譽，他在這次戰役中僅花費少量人力，卻取得巨大的成功......對結束戰爭產生顯著影響。」
儘管1712年低地戰局中各方傷亡目前未有確實的數據，但有多組來源提到7月24日德南之戰的雙方損失數據。根據奧匈帝國總參謀部官方戰史《薩伏依·馮·歐根親王的戰局》的說法，法軍有15名軍官死亡、121名軍官受傷、865名士兵死亡、1,075名士兵受傷，總共2,076人傷亡；聯軍在德南的駐軍有2名將領溺亡、5名將領被俘、189名軍官被俘，聯軍的支援部隊有44名軍官死亡或失蹤、11名軍官受傷、1,563名士兵死亡或失蹤、156名士兵受傷，聯軍在斯海尔德河右岸的營區有5名軍官死亡、23名軍官受傷、127名士兵死亡、249名士兵受傷，總共4,080人被俘。而在其他來源中：軍事歷史學者西奧多·道奇提出法軍僅有500人傷亡，聯軍則有8,000人傷亡或被俘；軍事歷史學者約翰·林恩在《路易十四的戰爭》中估計法軍有2,100人傷亡，其中多數是在襲擊聯軍戰壕時產生，而聯軍有6,500人傷亡或被俘，荷蘭部隊尤其遭到重創。

## 註腳
1. 1 2  Sturgill（1965年），第112-113页
2. 1 2 3 4  Lynn（2013年），第353页
3. 1 2 3  Austro-Hungarian Monarchy. K. und K. Kriegsarchiv（1889年），第188-189页
4. ↑  福克納（2019年），第20-24页
5. ↑  Nolan（2008年），第517页
6. ↑  福克納（2019年），第28-29页
7. 1 2  福克納（2019年），第34页
8. ↑  Nolan（2008年），第518页
9. ↑  福克納（2019年），第39页
10. ↑  福克納（2019年），第67页
11. ↑  Nolan（2008年），第519页
12. ↑  Nolan（2008年），第520页
13. ↑  福克納（2019年），第81-84页
14. ↑  Dodge（1895年），第756页
15. ↑  福克納（2019年），第126-127页
16. ↑  福克納（2019年），第134页
17. ↑  Dodge（1895年），第767页
18. ↑  Sturgill（1965年），第70页
19. ↑  福克納（2019年），第135页
20. ↑  福克納（2019年），第156-158页
21. ↑  Lynn（2013年），第316页
22. ↑  福克納（2019年），第187-191页
23. ↑  Nolan（2008年），第522页
24. ↑  Paul（1963年），第22页
25. ↑  福克納（2019年），第193页
26. ↑  Vault & Pelet-Clozeau（1862年），第5页
27. ↑  福克納（2019年），第211页
28. 1 2  Austro-Hungarian Monarchy. K. und K. Kriegsarchiv（1889年），第60-62页
29. 1 2 3 4  Lynn（2013年），第352页
30. 1 2 3  Austro-Hungarian Monarchy. K. und K. Kriegsarchiv（1889年），第99-101页
31. ↑  Vault & Pelet-Clozeau（1862年），第6页
32. ↑  Lynn（2013年），第351页
33. ↑  Vault & Pelet-Clozeau（1862年），第27页
34. ↑  Austro-Hungarian Monarchy. K. und K. Kriegsarchiv（1889年），第115-119页
35. ↑  Austro-Hungarian Monarchy. K. und K. Kriegsarchiv（1889年），第133-134页
36. ↑  Vault & Pelet-Clozeau（1862年），第41页
37. 1 2  Austro-Hungarian Monarchy. K. und K. Kriegsarchiv（1889年），第139-140页
38. ↑  Austro-Hungarian Monarchy. K. und K. Kriegsarchiv（1889年），第141-142页
39. 1 2 3 4 5 6 7 8  Nimwegen（1995年）
40. ↑  Austro-Hungarian Monarchy. K. und K. Kriegsarchiv（1889年），第142-144页
41. ↑  Austro-Hungarian Monarchy. K. und K. Kriegsarchiv（1889年），第147页
42. ↑  Austro-Hungarian Monarchy. K. und K. Kriegsarchiv（1889年），第152-154页
43. 1 2 3  Dodge（1895年），第824页
44. ↑  Sturgill（1965年），第116页
45. ↑  Austro-Hungarian Monarchy. K. und K. Kriegsarchiv（1889年），第177页
46. 1 2  Sturgill（1965年），第117页
47. ↑  Sturgill（1965年），第118页
48. ↑  Austro-Hungarian Monarchy. K. und K. Kriegsarchiv（1889年），第184页
49. 1 2  Vault & Pelet-Clozeau（1862年），第78页
50. ↑  Vault & Pelet-Clozeau（1862年），第79页
51. 1 2  Vault & Pelet-Clozeau（1862年），第80页
52. ↑  Austro-Hungarian Monarchy. K. und K. Kriegsarchiv（1889年），第196页
53. 1 2 3  Lynn（2013年），第354页
54. ↑  Sturgill（1965年），第124页
55. ↑  Austro-Hungarian Monarchy. K. und K. Kriegsarchiv（1889年），第200-201页
56. ↑  Austro-Hungarian Monarchy. K. und K. Kriegsarchiv（1889年），第223页
57. 1 2 3  Sturgill（1965年），第125页
58. ↑  Austro-Hungarian Monarchy. K. und K. Kriegsarchiv（1889年），第213-216页
59. ↑  Sautai（1902年），第197页
60. ↑  Sturgill（1965年），第125-126页
61. ↑  Dodge（1895年），第827-828页
62. ↑  Dodge（1895年），第827页